# Щелкановка (Омская область)
Щелкановка — упразднённая деревня в Седельниковском районе Омской области. Входила в состав Рагозинского сельского поселения. Исключена из учётных данных в 2008 г.

## География
Располагалась на правом берегу реки Щелкановка, в 4 км к северу от села Рагозино.

## История
Основана в 1896 г. В 1928 году деревня Кирпичная состояла из 55 хозяйств. В административном отношении входила в состав Рагозинского сельсовета Седельниковского района Тарского округа Сибирского края.

## Население
По переписи 1926 г. в деревне проживало 356 человек (167 мужчин и 189 женщин), основное население — белорусы.
Согласно результатам переписи 2002 года в деревне отсутствовало постоянное население.